# مایکل بوردا
مایکل بوردا (انگلیسی: Michael Boorda; ۲۶ نوامبر ۱۹۳۹ – ۱۶ مهٔ ۱۹۹۶) ادمیرال نیروی دریایی ایالات متحده آمریکا بود، که در فاصله سال‌های ۱۹۹۴ تا ۱۹۹۶ به‌عنوان بیست و پنجمین فرمانده عملیات نیروی دریایی آمریکا فعالیت می‌کرد.
بوردا فعالیت نظامی را از سال ۱۹۵۶ در نیروی دریایی آمریکا آغاز کرد، از ۱۹۷۲ تا ۱۹۷۳ فرماندهی ناوشکن موشک‌انداز یواس‌اس بروک را برعهده داشت، از ۱۹۷۵ تا ۱۹۷۷ فرمانده یواس‌اس فاراگات بود و از ۱۹۸۱ تا ۱۹۸۳ به‌عنوان فرمانده اسکادران ۲۲ ناوشکن فعالیت می‌کرد.
وی از ۱۹۸۳ تا ۱۹۸۴ معاون آموزش و پرسنلی نیروی دریایی آمریکا بود، از ۱۹۸۴ تا ۱۹۸۵ فرماندهی ناوگروه هواپیمابر نبرد را برعهده داشت، از ۱۹۸۶ تا ۱۹۸۷ به عنوان فرمانده ناوگان ششم ایالات متحده آمریکا فعالیت می‌کرد و از ۱۹۹۱ تا ۱۹۹۳ فرمانده نیروهای دریایی ایالات متحده اروپا و آفریقا بود.